# Grande-Bretagne aux Jeux olympiques intercalaires de 1906
Cet article contient des informations sur la participation et les résultats de la Grande-Bretagne aux Jeux olympiques intercalaires de 1906 à Athènes en Grèce.

## Médaillés

### Médailles d'or
| Sport              | Discipline          | Athlète                     | Performance   | Date     |
| ------------------ | ------------------- | --------------------------- | ------------- | -------- |
| Médailles d'or : 8 |                     |                             |               |          |
| Athlétisme         | 5 miles             | Henry Hawtrey               | 26 min 11 s 8 | 30 avril |
| Athlétisme         | Saut en hauteur     | Con Leahy                   | 1,775 m       | 25 avril |
| Athlétisme         | Triple saut         | Peter O'Connor              | 14,075 m      | 30 avril |
| Cyclisme           | Tandem 2 000 mètres | John Matthews Arthur Rushen |               | 27 avril |
| Cyclisme           | 20 km               | William Pett                |               | 4 mai    |
| Natation           | 1 mile nage libre   | Henry Taylor                | 28 min 28 s 0 | 24 avril |
| Tir                | Fosse, tir unique   | Gerald Merlin               | 188           |          |
| Tir                | Fosse, double tir   | Sidney Merlin               |               |          |

|                     | \| Sport \| \| \| \| Total \| \| Athlétisme \| 3 \| 5 \| 1 \| 9 \| \| Cyclisme \| 2 \| 3 \| 0 \| 5 \| \| Escrime \| 0 \| 1 \| 0 \| 1 \| \| Natation \| 1 \| 2 \| 2 \| 5 \| \| Tir \| 2 \| 0 \| 2 \| 4 \| \| Total \| 8 \| 11 \| 5 \| 24 \| |    |   |       |
| Médailles par sport | |    |   |       |
| Sport               | |    |   | Total |
| Athlétisme          | 3 | 5  | 1 | 9     |
| Cyclisme            | 2 | 3  | 0 | 5     |
| Escrime             | 0 | 1  | 0 | 1     |
| Natation            | 1 | 2  | 2 | 5     |
| Tir                 | 2 | 0  | 2 | 4     |
| Total               | 8 | 11 | 5 | 24    |

### Médailles d'argent
| Sport                   | Discipline             | Athlète                                                            | Performance   | Date       |
| ----------------------- | ---------------------- | ------------------------------------------------------------------ | ------------- | ---------- |
| Médailles d'argent : 11 |                        |                                                                    |               |            |
| Athlétisme              | 400 m                  | Wyndham Halswelle                                                  | 53 s 8        | 28 avril   |
| Athlétisme              | 1 500 m                | John McGough                                                       | 4 min 12 s 6  | 27 avril   |
| Athlétisme              | 110 m haies            | Alfred Healey                                                      |               | 1er mai    |
| Athlétisme              | Saut en longueur       | Peter O'Connor                                                     | 7,025 m       | 28 avril   |
| Athlétisme              | Triple saut            | Cornelius Leahy                                                    | 13,98 m       | 30 avril   |
| Cyclisme                | Vitesse                | Herbert Bouffler                                                   |               | 29 juillet |
| Cyclisme                | 333 m contre la montre | Herbert Crowther                                                   |               |            |
| Cyclisme                | 5 000 m                | Herbert Crowther                                                   |               |            |
| Escrime                 | Épée équipes           | William Grenfell Cosmo Duff Gordon Charles Robinson Edgar Seligman | 104           | 26 avril   |
| Natation                | 400 m nage libre       | Henry Taylor                                                       | 6 min 26 s 0  | 27 avril   |
| Natation                | 1 mile nage libre      | John Arthur Jarvis                                                 | 30 min 07 s 6 | 24 avril   |

### Médailles de bronze
| Sport                   | Discipline           | Athlète                                                          | Performance  | Date       |
| ----------------------- | -------------------- | ---------------------------------------------------------------- | ------------ | ---------- |
| Médailles de bronze : 5 |                      |                                                                  |              |            |
| Athlétisme              | 800 m                | Wyndham Halswelle                                                | 2 min 03 s 0 | 29 avril   |
| Natation                | 4 × 250 m nage libre | John Derbyshire, William Henry, John Arthur Jarvis, Henry Taylor |              | 29 juillet |
| Natation                | 400 m nage libre     | John Arthur Jarvis                                               |              | 27 avril   |
| Tir                     | Fosse, tir unique    | Sidney Merlin                                                    |              | 29 avril   |
| Tir                     | Fosse, double tir    | Gerald Merlin                                                    |              |            |